# Doñihue
Doñihue este un oraș și comună din provincia Cachapoal, regiunea O'Higgins, Chile, cu o populație de 18.764 locuitori (2012) și o suprafață de 78,2 km2.